# Prisjeka
Prisjeka is een plaats in de gemeente Vojnić in de Kroatische provincie Karlovac. De plaats telt 29 inwoners (2001).